# Hellas Jet
Hellas Jet (mã IATA = T4, mã ICAO = HEJ) là hãng hàng không của Hy Lạp, trụ sở ở Athens. Hãng có dịch vụ chở khách thuê bao từ châu Âu tới Hy Lạp. Căn cứ chính của hãng ở Sân bay quốc tế Athens.

## Lịch sử
Hellas Jet được thành lập năm 2002, ban đầu là hãng con của Cyprus Airways và bắt đầu chở khách trên các tuyến đường cố định từ ngày 24.6.2003. Cuối năm đầu tiên, hãng đã có 3.855 chuyến bay và chở được hơn 250.000 lượt khách. Do bị lỗ, hãng ngưng các tuyến đường cố định từ ngày 10.5.2005. Tháng 1/2006 hãng loan báo sẽ tập trung vào dịch vụ chở khách thuê bao. Tháng 8/2006 Cyprus Airways bán cổ phần của mình cho Air Miles, tên thương mại của Trans World Aviation. Hãng hiện do Air Miles hoàn toàn làm chủ và có 199 nhân viên (tháng 3/2007).

## Đội máy bay

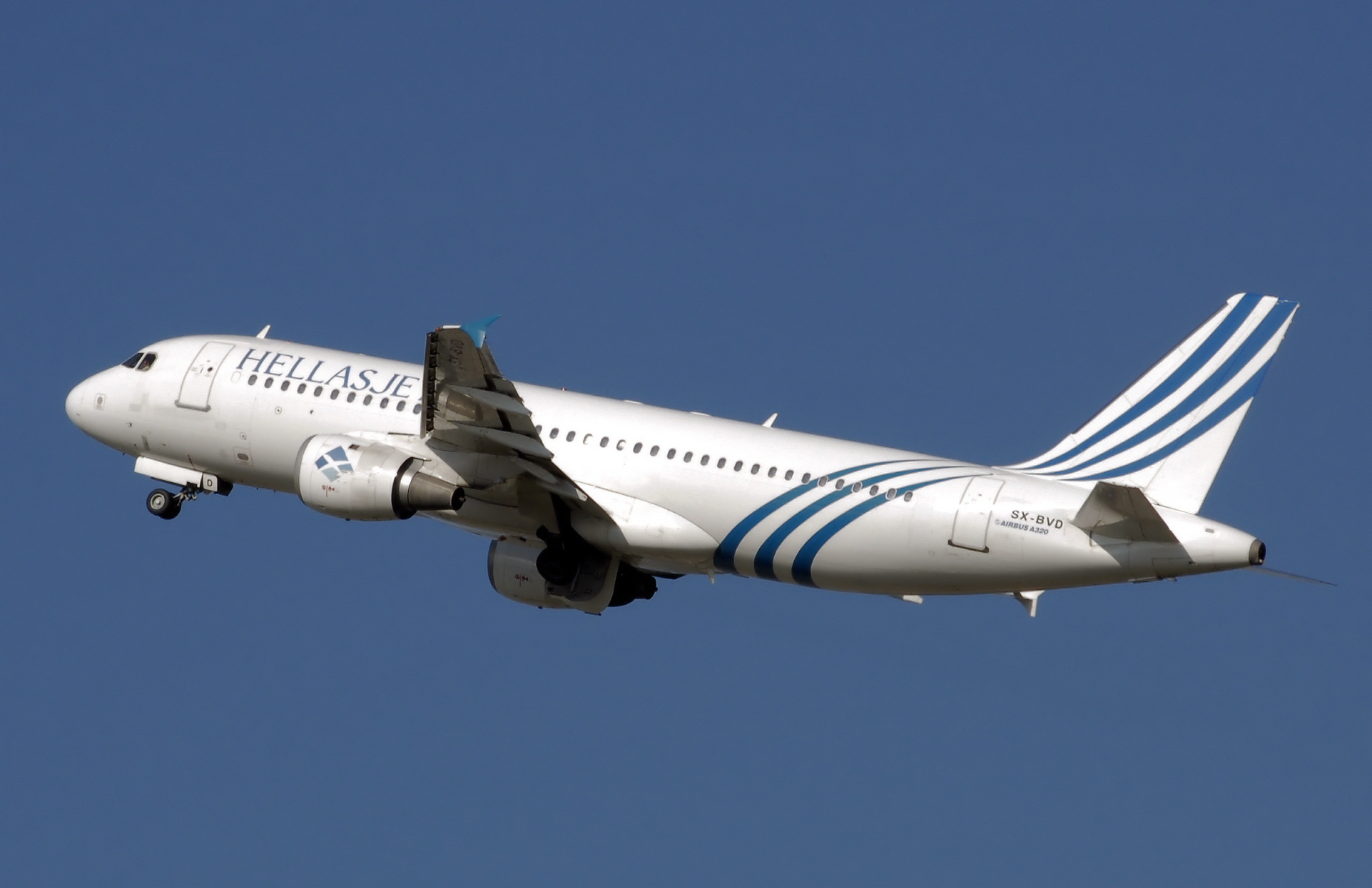
Máy bay Airbus A320-200 của Hellas Jet

(Ngày 12.7.2008) :
- 1 Airbus A320-211 (bay cho Cyprus Airways)
- 1 McDonnell Douglas MD-83 (do EuroAir điều hành)